# 布雷梅
布雷梅（義大利語：Breme），是意大利帕维亚省的一个市镇。总面积19平方公里，人口886人，人口密度46.6人/平方公里（2009年）。国家统计（ISTAT）代码为018022。